# Horní Březinka
Horní Březinka (německy Ober Bschesinka) je malá vesnice, část města Světlá nad Sázavou v okrese Havlíčkův Brod. Nachází se asi 1,5 km na západ od Světlé nad Sázavou. V roce 2009 zde bylo evidováno 16 adres. V roce 2001 zde trvale žilo 39 obyvatel.
Horní Březinka leží v katastrálním území Dolní Březinka o výměře 2,19 km2.